# Polydesmus tanakai
Polydesmus tanakai är en mångfotingart som beskrevs av Murakami 1970. Polydesmus tanakai ingår i släktet Polydesmus och familjen plattdubbelfotingar. Inga underarter finns listade i Catalogue of Life.